# Embalse de La Hoya de Almochuel
Hoya de Almochuel embalse está ubicado a 2 km del municipio de Almochuel y sirve para el abastecimiento a los regadíos de la cuenca baja del río Aguasvivas. Construido en la década de los veinte del siglo pasado por la Confederación Hidrográfica del Ebro, tiene una capacidad de un hectómetro cúbico.
Durante años se realizó campeonatos de pesca deportiva en sus aguas.
- Datos: Q5903713